# Orthozona
Orthozona là một chi bướm đêm thuộc họ Erebidae.